# أندي باكيرو
أندي باكيرو هو لاعب كرة قدم كوبي في مركزي الوسط، ولد في 17 مارس 1994 في هافانا في كوبا. شارك مع منتخب كوبا تحت 17 سنة لكرة القدم ومنتخب كوبا تحت 20 سنة لكرة القدم ومنتخب كوبا لكرة القدم. أما مع النوادي، فقد لعب مع FC Ciudad de La Habana ‏.

## وصلات خارجية
- أندي باكيرو على موقع قاعدة بيانات كرة القدم.إي يو (الإنجليزية)
- أندي باكيرو على موقع ناشيونال فوتبول تيمز (الإنجليزية)
- أندي باكيرو على موقع Soccerway.com (الإنجليزية)